# تالانگومووا
تالانگومووا (به لاتین: Talangomuwa) یک منطقهٔ مسکونی در سری‌لانکا است که در استان جنوبی (سری‌لانکا) واقع شده‌است.